# Martin van den Kerkhof
Martin van den Kerkhof (Breukelen, 17 december 1983) is een Nederlands voetbalscheidsrechter.  Hij fluit zijn wedstrijden in de Keuken Kampioen Divisie en de Eredivisie. Zijn eerste wedstrijd in de Eredivisie floot hij op 1 februari 2014. 
Hij debuteerde op 24 augustus 2009 in de Eerste divisie bij de wedstrijd HFC Haarlem - AGOVV Apeldoorn. Hij voetbalde zelf bij VV Nijenrodes en fusieopvolger FC Breukelen. Daarnaast is hij accountant.